# AFB (Automatikus Menet- és Fékszabályzó)

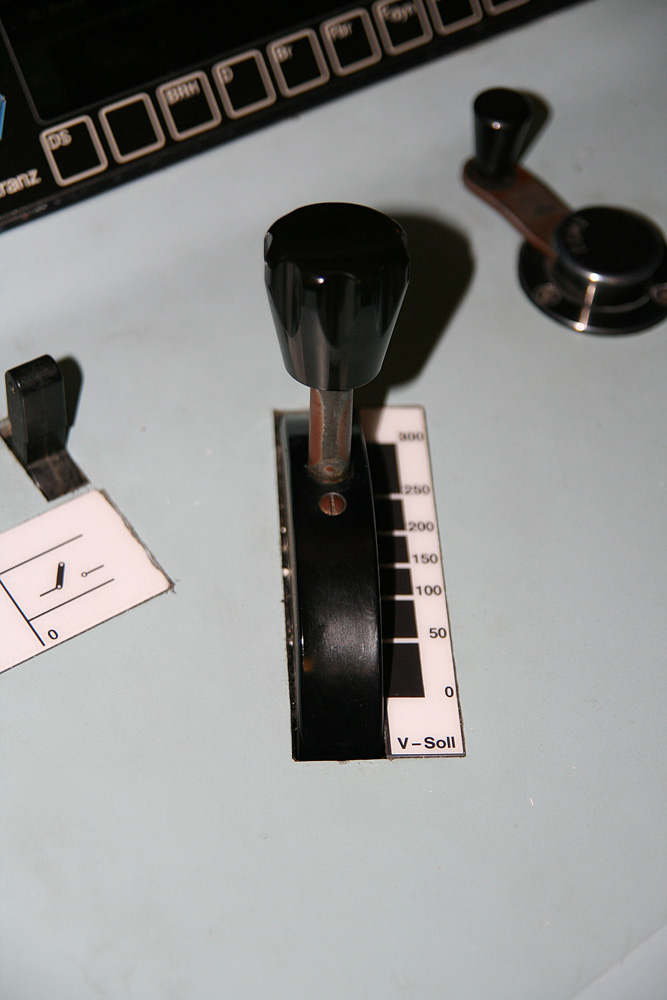
Az AFB Vsoll szabályzója egy ICE 1 motorvonaton.

Az Automatikus Menet- és Fékszabályozó (rövidítve: AFB) egy olyan műszaki rendszer, amelyet a vasúti vontatójárművekben alkalmaznak a mozdonyvezető munkájának megkönnyítésére. A rendszer feladata, hogy a járművet és a vonatot a mozdonyvezető által előre beállított sebességre (Vsoll) gyorsítsa vagy lassítsa, majd ezt a sebességet tartsa is. Az angol nyelvterületen az ilyen rendszereket „Speed Set” néven ismerik.

## Működési elve
A mozdonyvezető egy Vsoll szabályzó segítségével adja meg az elérni kívánt sebességet; az AFB ezután automatikusan beállítja a szükséges vonó- és fékerőket. Ehhez a rendszer használja a mozdonyféket, valamint a vonatféket is. A vonóerő nagysága a vonóerő-szabályzóval befolyásolható, míg a fékezések mindig rögzített lassulási értékekkel történnek. A mozdonyvezető bármikor beavatkozhat, például a vonóerő lekapcsolásával vagy a kézzel történő fékezéssel. Ilyenkor az AFB ideiglenesen hatástalanítva lesz, ezentúl bármikor teljesen kikapcsolható.
Másik változatként a Rhätische Bahnnál (RhB) olyan rendszerek is léteznek, ahol a mozdonyvezető csak a Vsoll értéket adhatja meg, és nincs közvetlen befolyása a vonóerőre, ennél a változatnál az vonóerőt teljesen automatikusan a rendszer határozza meg és állítja be.

## Elterjedése
Az AFB elsősorban modern járművekben található meg, például a német ICE vonatokban, illetve a Siemens Taurusokban és Vectronokban. Néhány metró hálózat is használ AFB-t. A vezető nélküli vasúti rendszerek esetében az AFB alapkövetelménynek számít.
Az 1960-as évek közepén gyártott német 103-as sorozatú mozdonyok voltak az első olyan mozdonyok Németországban, amelyeket automatikus sebességszabályozással szereltek fel.

## Használat más rendszerekkel együtt
Folyamatos vonatbefolyásoló rendszerrel (Linienzugbeeinflussung - LZB) együttműködve az AFB – megfelelően felszerelt jármű esetén – automatikusan úgy szabályozza a vonat sebességét, hogy az soha ne lépje túl a megengedett maximális sebességet (Vmax), figyelembe véve az LZB által meghatározott paramétereket. A rendszer fékezés után képes önállóan újra gyorsítani, azonban nem ismeri fel a menetrendszerinti megállókat, ha azokat nem jelzik külön. Emellett az AFB mindig a megengedett sebességhez közel, vagy éppen azon halad, így gyakran gyorsabban, mint ami a menetrend betartásához elegendő lenne. Ezzel szemben az Automatic Train Operation (ATO) lehetővé teszi a vonatok számára, hogy optimális pályán, menetrendszerű közlekedés mellett energiahatékonyan haladjanak.

## Gyakorlat
Ahogyan a kézi vezérlésnél is, a mozdonyvezető minden esetben felelősséggel tartozik a vonat biztonságos közlekedéséért. Mivel az AFB és LZB sok pályaszakaszon a maximális állapotban lévő vonóerő - és Vsoll-szabályzó (ilyenkor Vsoll = Vmax) nagyon dinamikus vontatáshoz vezet, ezért a mozdonyvezetők a menetszabályzót csak akkor teszik végállásba, ha az valóban indokolt. Ezáltal a nagyobb menetkomfort mellett energia-megtakarítás is elérhető.

## Fordítás
Ez a szócikk részben vagy egészben  az   Automatische Fahr- und Bremssteuerung című német Wikipédia-szócikk fordításán alapul.  Az eredeti cikk szerkesztőit annak laptörténete sorolja fel. Ez a jelzés csupán a megfogalmazás eredetét és a szerzői jogokat jelzi, nem szolgál a cikkben szereplő információk forrásmegjelöléseként.